# Jozef Nolf
Pour les articles homonymes, voir Nolf.
Jozef Jan Nolf, né le 28 février 1870 à Tielt et décédé le 23 février 1933 à Merksem fut un homme politique catholique belge.
Nolf fut pharmacien.
Il fut élu conseiller communal de Merksem (1904) et bourgmestre (1920-mort); sénateur de l'arrondissement d'Anvers (1921-1933).

## Sources
- Bio sur ODIS